# Honker

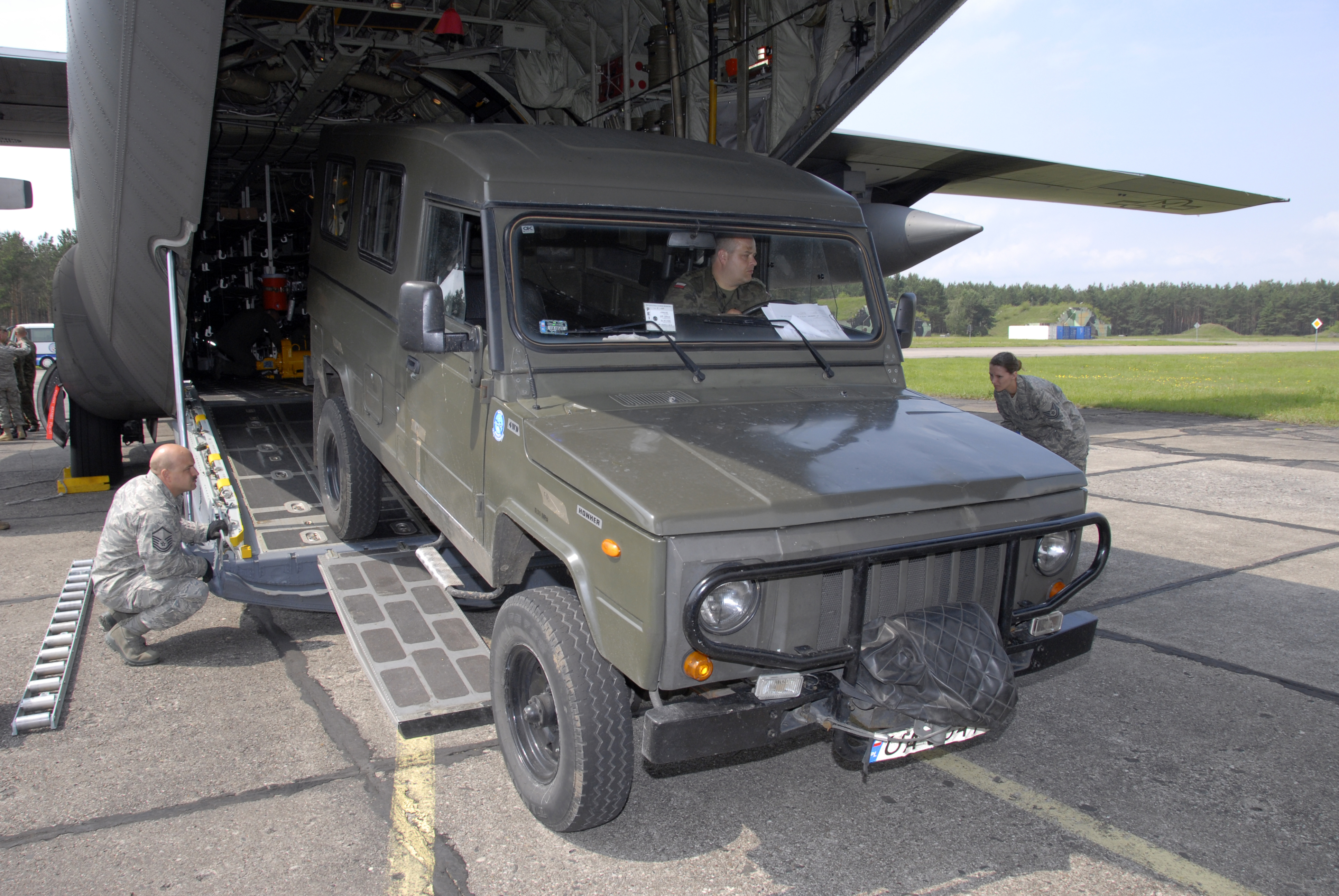
Poolse Honker wordt in een C-130 Hercules geladen

De Honker is een Poolse terreinauto van de fabrikant DZT Tymińscy, die het model sinds 2009 produceert. De Honker is de opvolger van de FSR Tarpan (1973 tot 1995) en heeft een bewogen geschiedenis achter de rug. Het model werd al sinds 1988 tot 2007 door verschillende fabrikanten (1988-1996 in Poznań, daarna in Lublin) geproduceerd. In 2012 werd de fabriek in Lublin als Fabryka Samochodów Honker verzelfstandigd.

## Geschiedenis
De werkzaamheden aan de eerste Poolse terreinauto begonnen eind jaren 70 bij Fabryka Samochodów Rolniczych (FSR) in Poznań. Het in 1982 door een legerinstituut in Sulejówek ontwikkelde prototype CI-1 werd in 1984 gepresenteerd en van 1988 tot 1996 bij FSR geproduceerd als Tarpan Honker in de uitvoeringen 4012 (hardtop) en 4022 (pick-up).
Kopers waren verschillende overheidsinstanties, vooral het leger. Daarnaast werd een speciaal ontwikkeld model als ambulance geëxporteerd naar Irak. De grootste particuliere afnemer was KGHM Polska Miedź (kopermijnbouw), die met de auto arbeiders ondergronds vervoert.
Later volgde het model Honker 4032 („Scout“) en de productie werd van Poznań naar Lublin verplaatst en door Daewoo Motor Polska van 1997 tot 2001 in licentie geproduceerd. Daewoo vernieuwde de vormgeving van het interieur en bracht het model als Honker 2324 op de markt. In september 2000 volgde de vernieuwde Daewoo Honker 2000 met enkele kleine cosmetische wijzigingen.
Na het uiteenvallen van Daewoo Motor Polska werd het model door Andoria-Mot (2002 tot 2003) doorgeproduceerd, daarna nam Intrall de productie over (zie Fabryka Samochodów Ciężarowych) als Intrall Honker. De benzinemotoren waren afkomstig uit de FSO Polonez, de dieselversie was afkomstig van Iveco (2,5 liter) en sinds 1997 de turbodieselmotoren van Andoria  (4CT90, later 4CTi90). In 2003 werd de Honker Skorpion voorgesteld, waarvan in de herfst van 2007 aan het Poolse leger negentig stuks werden geleverd voor troepentransport in Irak. In het voorjaar van 2007 werd de productie gestaakt, door de economische neergang en de teruglopende verkoopaantallen van de lichte vrachtauto Intrall Lublin ging Intrall failliet.
Van november 2008 tot januari 2009 probeerde de curator de rechten voor de Honker te verkopen. Uiteindelijk werd de productie van de Honker voor de duur van een jaar aan de Warschauer firma Igma - pojazdy specjalne i opancerzone en DZT Tymińscy vergeven. De onderhandelingen over de definitieve verkoop duurden meerdere maanden, uiteindelijk kocht DZT Tymińscy voor 43 miljoen Złoty alle rechten op het merk inclusief de montagehal, lakstraat, las- en plaatwerkerij, onderzoek en ontwikkeling. Tot de voorwaarden behoorden onder meer voortzetting van de productie in Lublin en het waarborgen van de garantie en service voor ten minste tien jaar.
In 2009 nam het Poolse leger 2.466 stuks af in verschillende varianten en bestelde in 2010 nog eens zestig voertuigen.

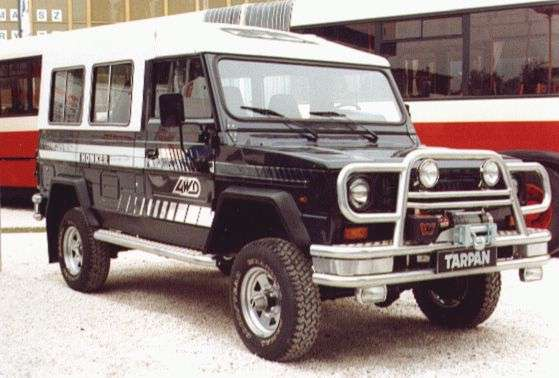
Tarpan Honker
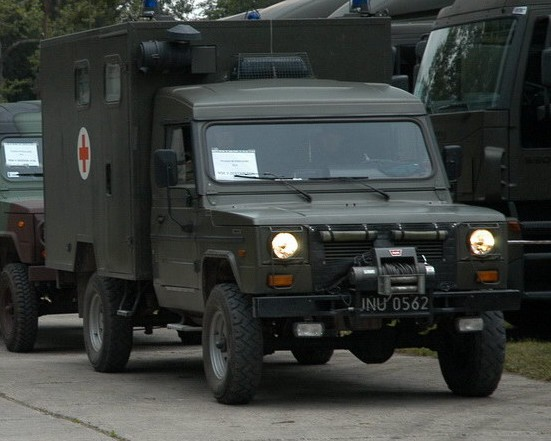
Tarpan Honker ambulance
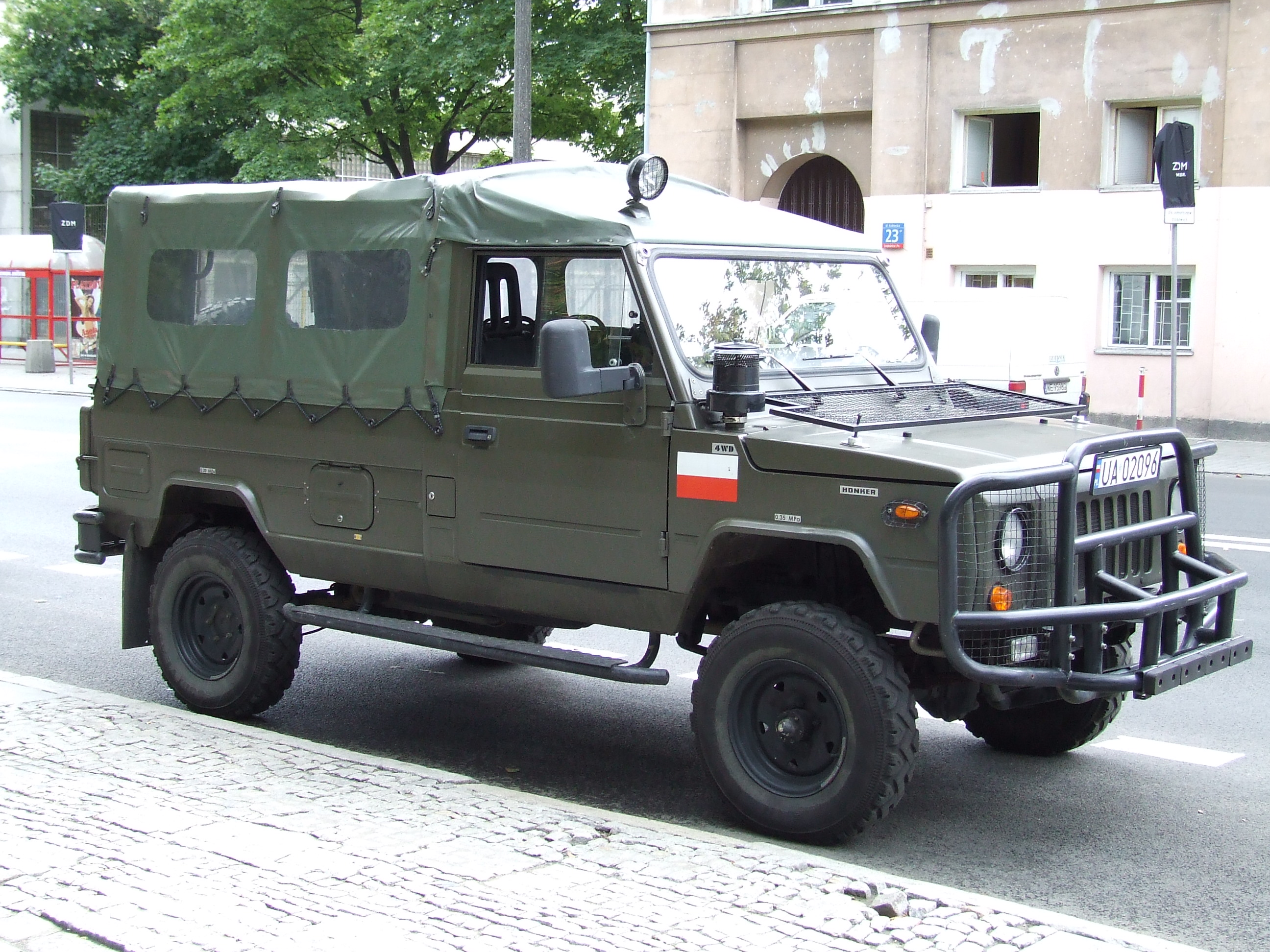
Honker van het Poolse leger
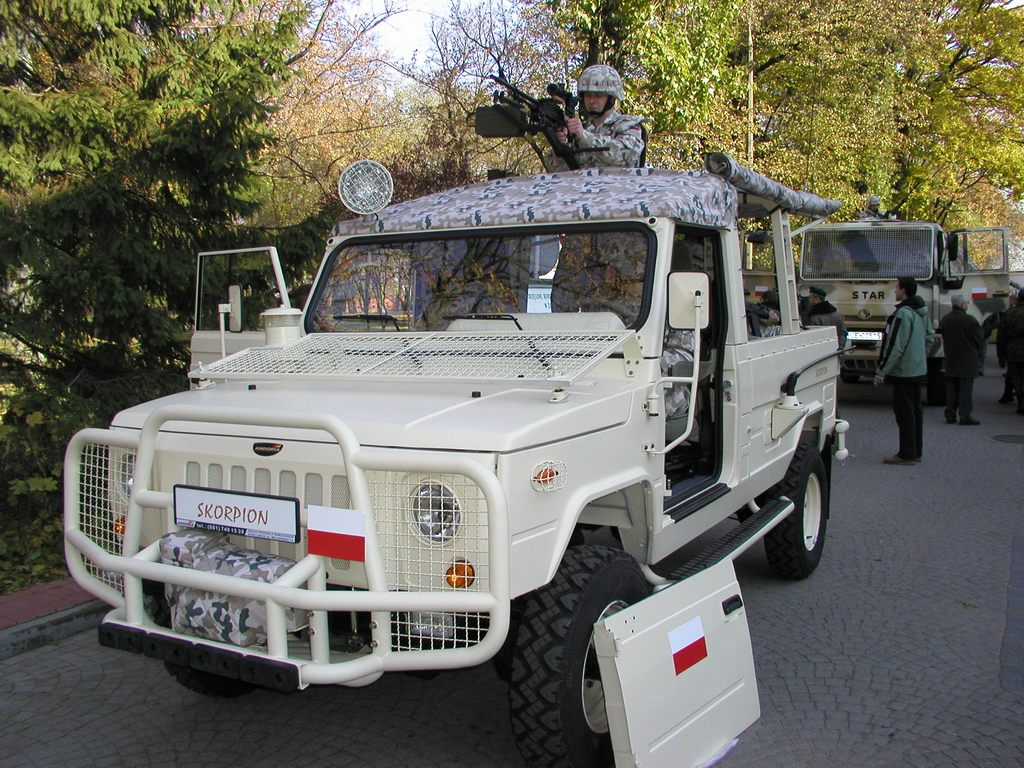
Intrall Honker Skorpion
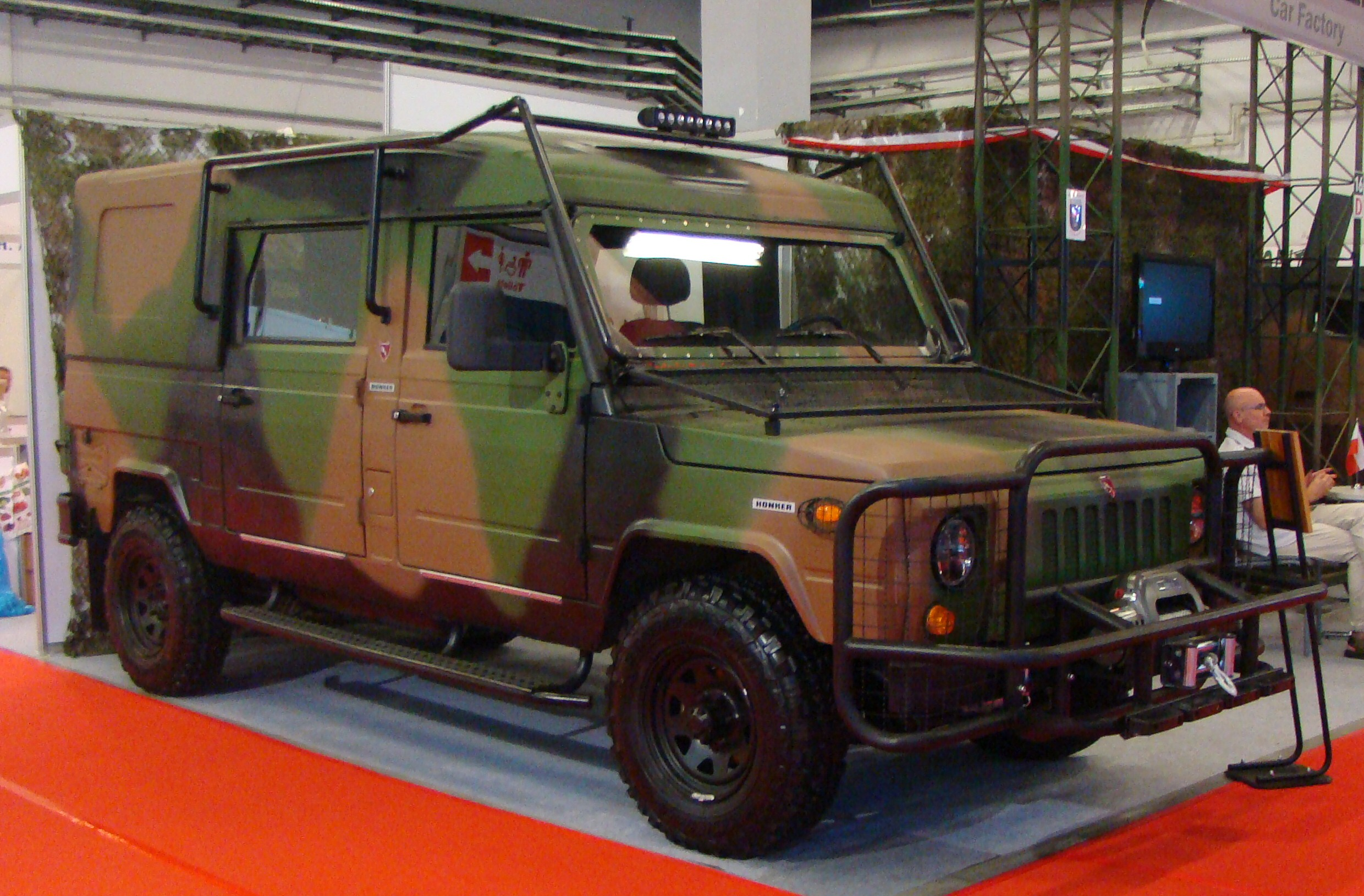
DZT Honker 5-deurs

## Huidige modellen
Sinds 2009 produceert DZT vier uitvoeringen van de Honker: voor de industrie de Skorpion, sinds september 2011 een model voor militaire doeleinden, de civiele versie Honker 4x4 en de Pick-up.
De Honker Cargo werd in 2010 als DZT Pasagon gepresenteerd. Het model is gebaseerd op de Intrall Lublin. Er zijn meerdere uitvoeringen. De serieproductie begon in januari 2011. Het model is voor de Poolse markt en voor de export bestemd, vooral naar Arabische en Afrikaanse landen. In 2012 gaf Janusz Kaniewski de carrosserie een facelift.